# Bourdeaux
Bourdeaux je naselje in občina v jugovzhodnem francoskem departmaju Drôme regije Rona-Alpe. Leta 2006 je naselje imelo 605 prebivalcev.

## Geografija
Kraj leži v pokrajini Daufineji ob reki Roubion, 53 km jugovzhodno od Valence.

## Uprava
Bourdeaux je sedež istoimenskega kantona, v katerega so poleg njegove vključene še občine Bézaudun-sur-Bîne, Bouvières, Crupies, Félines-sur-Rimandoule, Mornans, Le Poët-Célard, Les Tonils in Truinas s 1.347 prebivalci.
Kanton Bourdeaux je sestavni del okrožja Die.
1. ↑  »Populations légales 2016«. Nacionalni inštitut za statistične in gospodarske raziskave. Pridobljeno 25. aprila 2019.